# Ėdvard Puchal'skij
Ėdvard Puchal'skij (Varsavia, 19 novembre 1874 – Varsavia, 8 novembre 1942) è stato un regista cinematografico russo.

## Filmografia (parziale)

### Regista
- Antichrist (1915)
- Antošu korset pogubil (1916)